# Сазонов, Сергей Сергеевич
Сергей Сергеевич Сазонов (25 октября 1898 года — 4 сентября 1986) — советский военачальник Войск ПВО страны, участник гражданской войны и Великой Отечественной войны, генерал-майор артиллерии (1940).

## Биография
До поступления на военную службу Сазонов был слесарем и токарем по металлу на ряде заводов в Петрограде. Окончив мотоциклетную школу, в январе 1917 года призван в Русскую императорскую армию, первоначально зачислен в запасную автороту в Петрограде, а после Февральской революции 1917 года направлен в 33-й инженерный полк на Юго-Западном фронте, где избирался в солдатский комитет, а осенью 1917 года окончил учебную команду шофёров при штабе фронта в Бердичеве.
В декабре 1917 года вступил в Красную гвардию, служил шофёром бронемашины в отряде В. И. Киквидзе, затем в 15-м автобронеотряде 16-й стрелковой дивизии РККА (созданной на основе отряда Киквидзе) и с ноября 1918 года — в 22-м автобронеотряде на Южном фронте. Участвовал в боевых действиях против гайдамаков, Донской армии генерала П. Н. Краснова, войск генералов А. И. Деникина и П. Н. Врангеля, за проявленные отличия в 1921 году был награждён орденом Красного Знамени.
В 1922 году окончил Военно-политический техникум в Харькове, а в 1926 году — Киевскую объединённую школу командиров имени С. С. Каменева. Проходил службу в частях Украинского, затем Киевского военного округа, после обучения 1937 году на курсах усовершенствования командного состава зенитной артиллерии РККА назначен командиром 2-й отдельной артиллерийской бригады ПВО. С июля 1938 года командовал 3-й дивизией ПВО, отвечавшей за оборону Киева.
С июня 1940 года Сазонов являлся и. д. помощника командующего войсками Белорусского (11 июля того же года переименован в Западный) Особого военного округа по ПВО и одновременно с февраля 1941 года был командующим Западной зоной ПВО. 10 июня приказом НКО № 0035 получил выговор за внерейсовый перелет самолёта Ю-52 через Белосток-Минск на Москву.
С началом Великой Отечественной войны занял должность начальника управления ПВО Западного фронта. В апреле 1942 года назначен в распоряжение Управления кадров Войск ПВО территории страны, с мая 1942 года начальник группы контроля Военного совета Войск ПВО территории страны. В августе 1943 года Сазонов получил назначение командующим артиллерией Восточного фронта ПВО, а с июля 1944 года и до окончания войны был командиром 66-й зенитной артиллерийской дивизии резерва Верховного Главнокомандования на 3-м Белорусском фронте.
По окончании Великой Отечественной войны находился на командных должностях в Войсках ПВО страны, с ноября 1949 года командующий зенитной артиллерией Вологодского района ПВО. В 1950 году окончил Высшие академические артиллерийские курсы при Артиллерийской академии имени Ф. Э. Дзержинского. В январе 1951 года — ноябре 1952 года командирован в распоряжение Министерства национальной обороны ПНР, служил заместителем командующего войсками ПВО страны ПНР. По возвращении в СССР до увольнения в запас в феврале 1955 года находился в распоряжении Главного управления кадров Министерства обороны СССР.

## Воинские звания
- Майор (24.12.1935)
- Полковник (17.02.1938)
- Комбриг (31.10.1938)
- Генерал-майор артиллерии (04.06.1940)

## Награды
- Орден Ленина (21.02.1945)
- 3 ордена Красного Знамени (21.02.1921; 14.02.1943; 03.11.1944; 20.06.1949)
- Орден Кутузова 2-й степени (19.04.1945)
- медали СССР

Награды Польши
- Орден Возрождения Польши 3-й степени (1954)
- Орден «Крест Грюнвальда» 3-й степени